# Румелі Хісари (фортеця)
41°05′05″ пн. ш. 29°03′22″ сх. д. / 41.084722222222° пн. ш. 29.056111111111° сх. д.
Румелі Хісари (фортеця) (тур. Rumelihisarı, також Boğazkesen Hisarı, що у перекладі означає "та, що розрізає пролив"; грец. Ρούμελη Χισάρ) — середньовічна фортеця, розташована в Стамбулі, Туреччина, на низці пагорбів на берегах Босфору.

## Опис пам'ятки
Румелі Хісари — фортифікаційне укріплення, яке має одну малу вежу, три основні вежі та тринадцять невеликих сторожових веж, розміщених біля стін, що з'єднують головні вежі. Одна баштова вежа у формі чотирикутної призми, шість сторожових веж мають форму призм з декількома кутами, а шість інших — циліндричної форми.
Головна вежа на півночі, вежа Саруджа Паша, має циліндричну форму діаметром 23,30 м, товщина її стін 7 м, її 9 ярусів сягають висоти 28 м. Сьогодні ця вежа також відома як "Вежа Фатіха Завойовника" на честь султана Мехмеда II Фатіха.
Велика вежа посеред фортеці, вежа Халіл Паша, призма висотою 22 м, діаметром  23,30 м, з товщиною стін 6,50 м.
Основна вежа на півдні, вежа Заанос Паша, названа на честь візира Османської імперії (1453-1456), складається всього з 8 ярусів. Башта циліндричної форми, заввишки  21 м та діаметром 26,70 м, товщина мурів — 5,70 м. 
Простір всередині кожної вежі розділено дерев'яними підлогами, кожна з веж була обладнана піччю. Конічні дерев’яні дахи, покриті свинцем, які увінчували вежі, на сьогодні не збереглись.
Загальна площа комплексу дорівнює 31 250 м².
Фортеця мала три головні брами поруч із головними вежами, одну бічну браму та дві таємні для арсеналу та продовольчих льохів поруч із південною вежею. Були дерев’яні будинки для солдатів та невелика мечеть. Лише вал мінарет залишився від первісної мечеті, тоді як маленький  маджід, доданий у середині 16 століття, не зберігся. Вода подавалась у фортецю з великої [цистерни] під мечеттю і розподілялася через три настінні фонтани, з яких залишився лише один. На стінах знайдені дві таблички з написами.
Фортеця, спроектована архітектором Мюсліхіддіном.

## Історія
Необхідність стратегічної фортеці на Босфорі була добре відома османам, які почали наприкінці XIV століття здійснювати наміри захопити місто Константинополь як нову столицю для своєї тоді створюваної імперії. У попередній спробі османської влади завоювати місто Султан Мурад II (1421–44, 1446–51) зіткнувся з труднощами через блокаду Босфору флотом  Візантії. Усвідомивши важливість морської стратегії, султан Мехмед II (1444–46, 1451–81), син Мурада II, розпочав планувати новий наступ відразу після свого сходження на престол у 1451 році.
У відповідь на коронацію амбітного молодого султана, візантійського імператора  Константина XI (1449–53), який зрозумів наміри Мехмеда щодо Константинополя та з обережністю ставився до загрози, яку спричиняє зростаючий Османський вплив  у регіоні, сподівався досягти дипломатичного рішення, яке б захистило місто, запобігаючи візантійцям довготривалий занепад.
Мехмед відмовився від пропонованого миру і продовжив свої облогові плани, замовивши будівництво великої фортеці, яка використовувалася б для контролю над усім морським рухом по Босфору. 

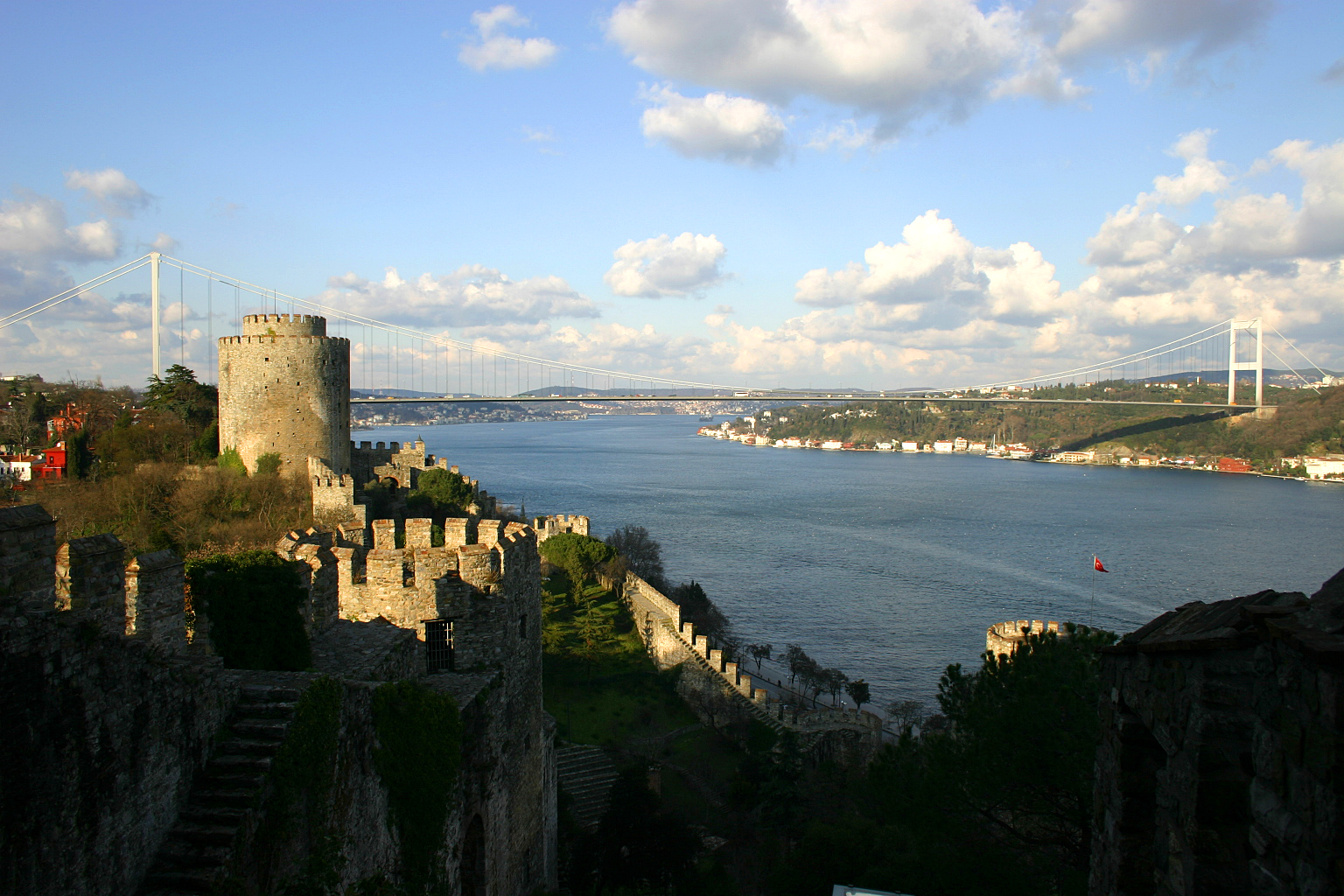
General view from Rumelihisarı, with the Fatih Sultan Mehmet Bridge in the background.

Місце для нової фортеці було швидко визначене. Ним стала найвужча точка Босфору  шириною   660   метрів. Ця фортеця  на берегах протоки  полегшила контроль водного шляху. Фортеця   побудована   за наказом  Османського Султана  Мехмеда II.  Будівництво розпочалося 15 квітня 1452 р. Кожна з трьох головних веж була названа на честь королівського візира, який керував її відповідним будівництвом;   Халіл Паша, який збудував велику вежу поруч із брамою; Заанос Паша, який збудував південну вежу; та Сарика Паша, який збудував північну вежу. Сам султан особисто оглядав роботи на місці.
За допомогою тисяч мулярів та робітників фортеця була завершена в рекордно короткий термін за 4 місяці та 16 днів 31 серпня 1452 р. За словами народних краєзнавців, щоб заохотити його будівельників працювати швидше, султан спроектував фортецю макет у формі імені мусульманського пророка Мухаммеда арабською мовою якщо читати зверху. Оскільки Мухаммед і Мехмед поділяють той самий арабський правопис (محمد), цілком ймовірно, що цей вчинок також був зроблений як пошана самому собі.

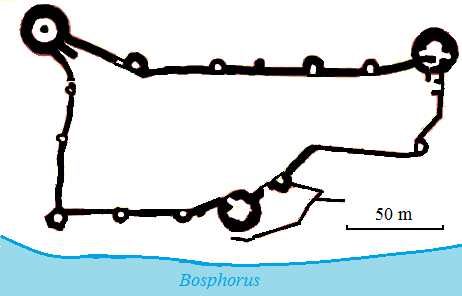
Plan

Комплекс був введений у експлуатацію  з метою скорочення морських військових та матеріально-технічних витрат для проходу через протоку Босфор, звідси альтернативна назва фортеці - замок "Річка протоки". Її старша сестринська структура, Анатолійська фортеця, знаходиться на протилежних берегах Босфору, і дві фортеці працювали в тандемі під час падіння Константинополя, щоб охопити весь морський рух уздовж Босфору, тим самим допомагаючи османам досягти своєї мети збудувати місто Константинополь (пізніше перейменований на Стамбул), яке стало новою імперською столицею у 1453 році.
Після завоювання міста Османом фортеця Румелі Хісарі була митним пунктом пропуску та періодичною в'язницею, особливо для посольств держав, які воювали з Імперією. Після зазнаних значних пошкоджень під час Константинопольського землетрусу у 1509 році  споруда була відремонтована і постійно використовувалася до кінця 19 століття.

## Галерея

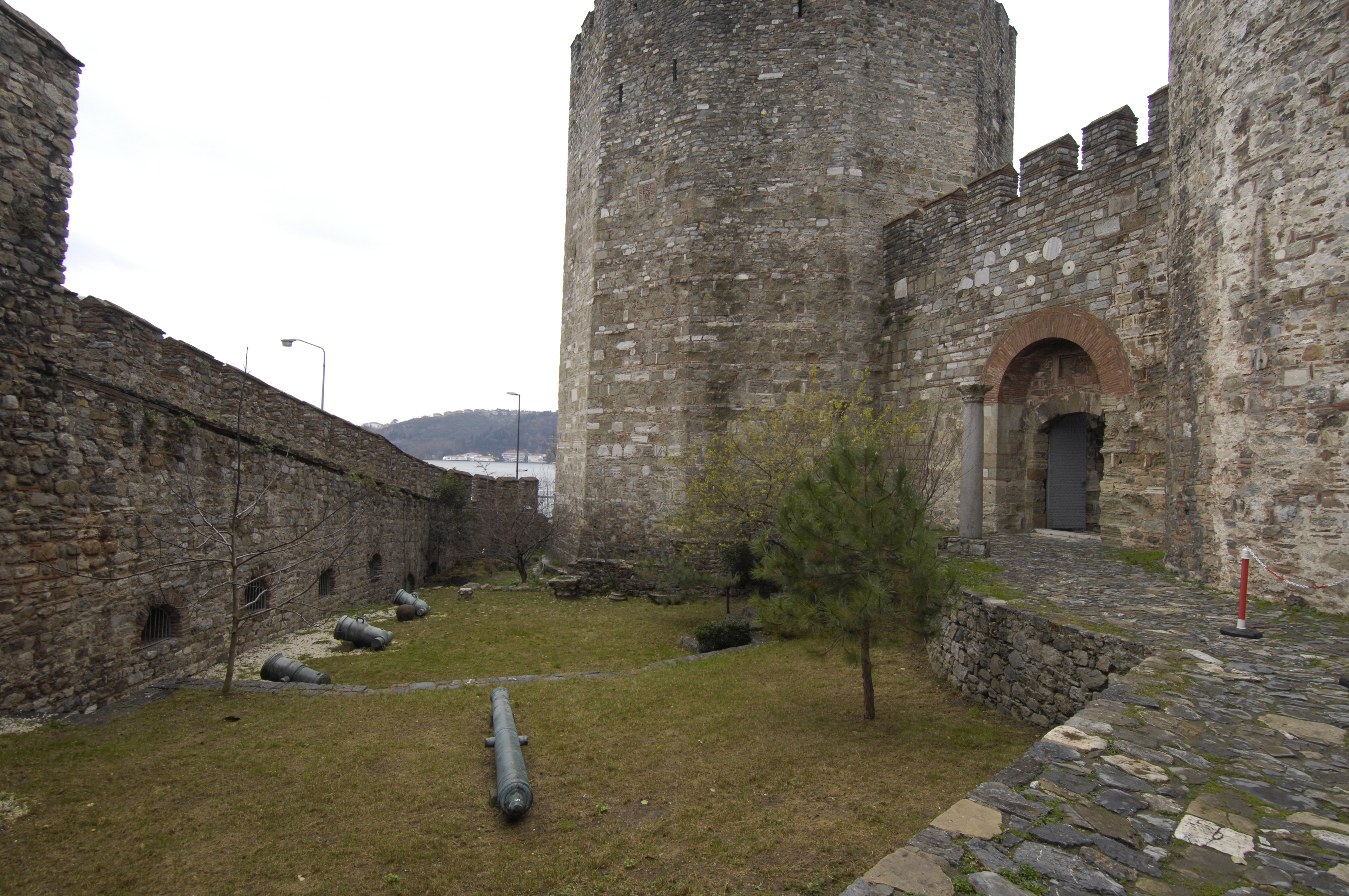
Rumelihisarı entrance
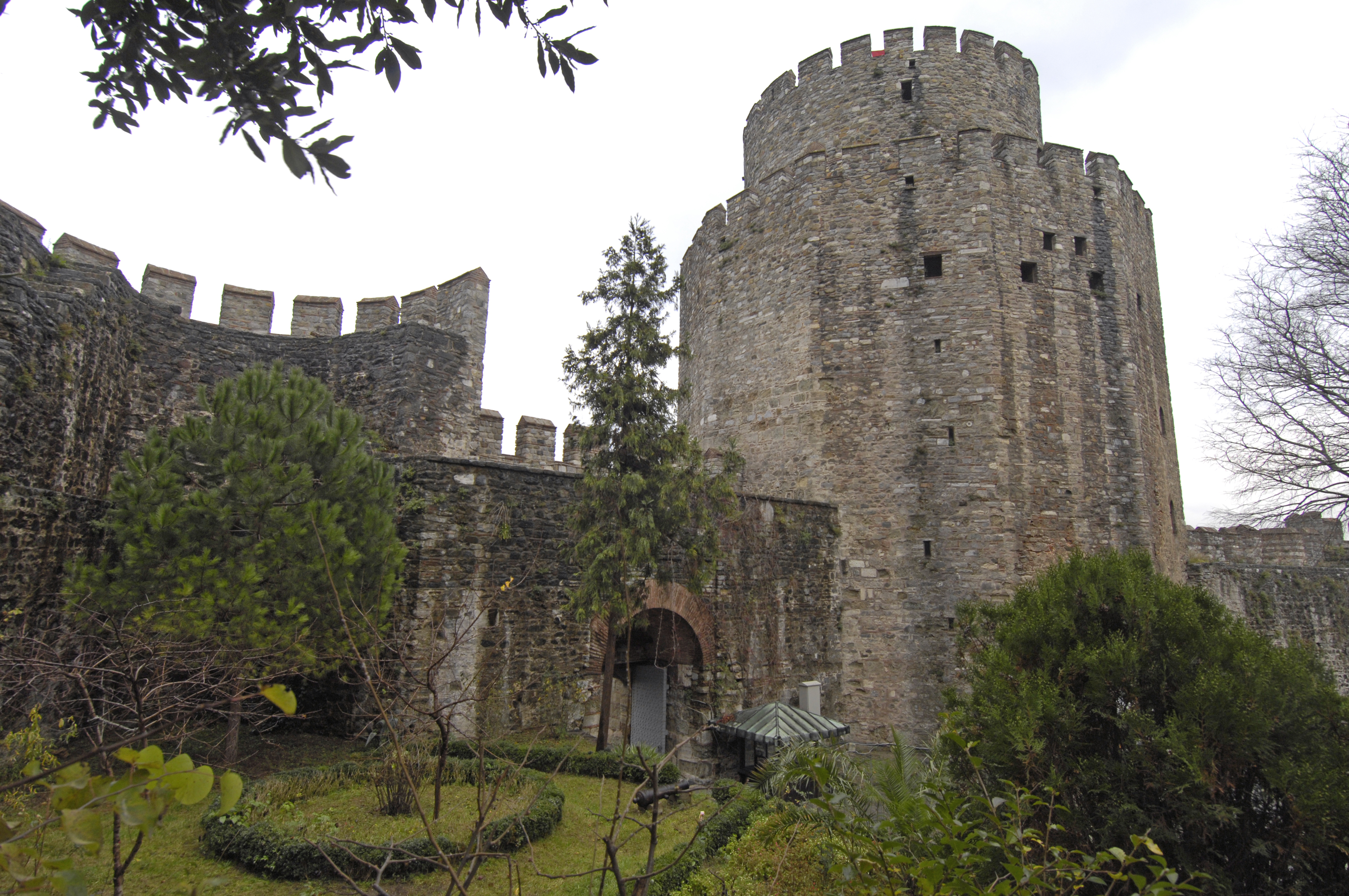
Rumelihisarı Halil Paşa tower
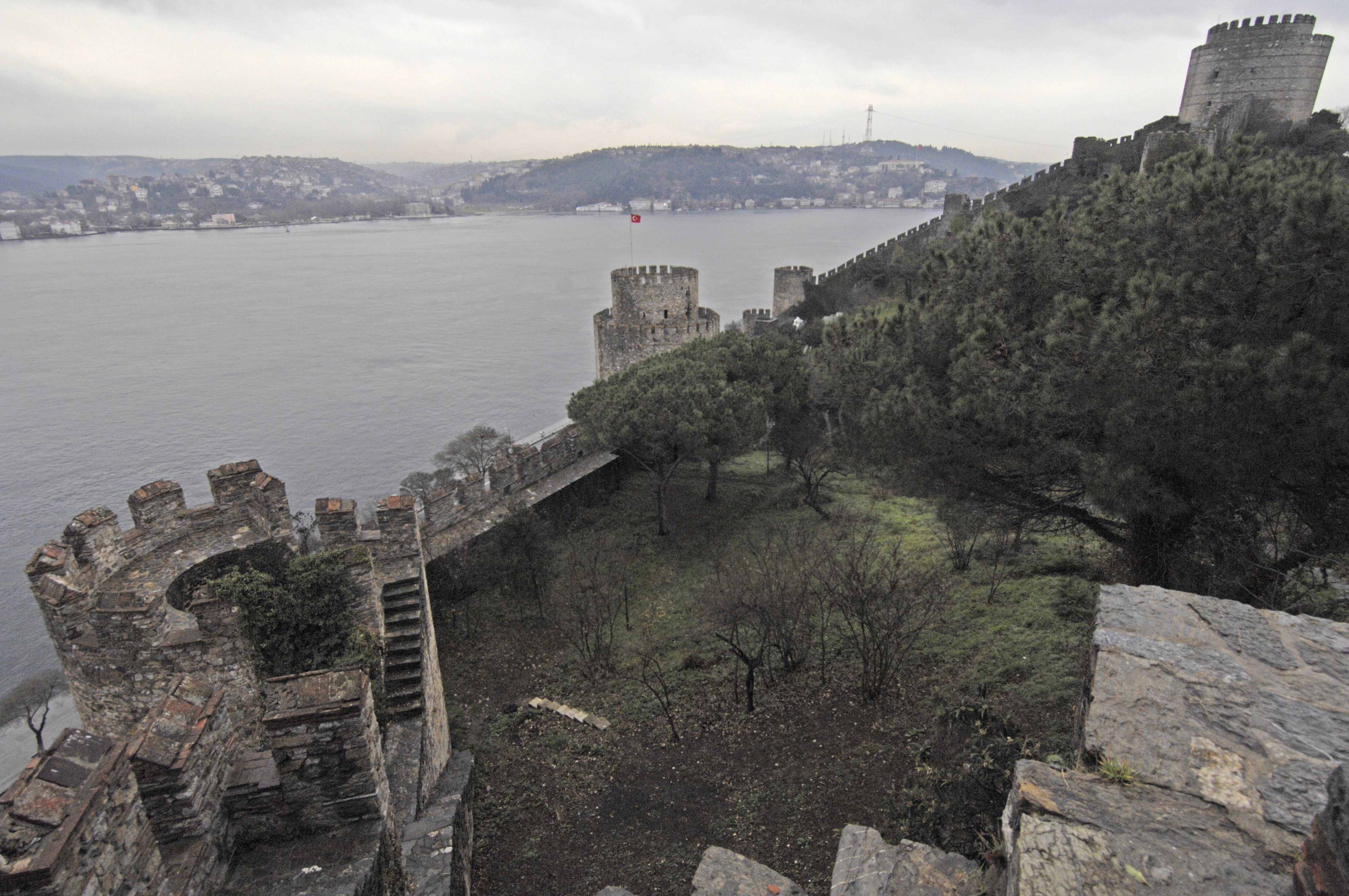
Rumelihisarı view with Bosporus
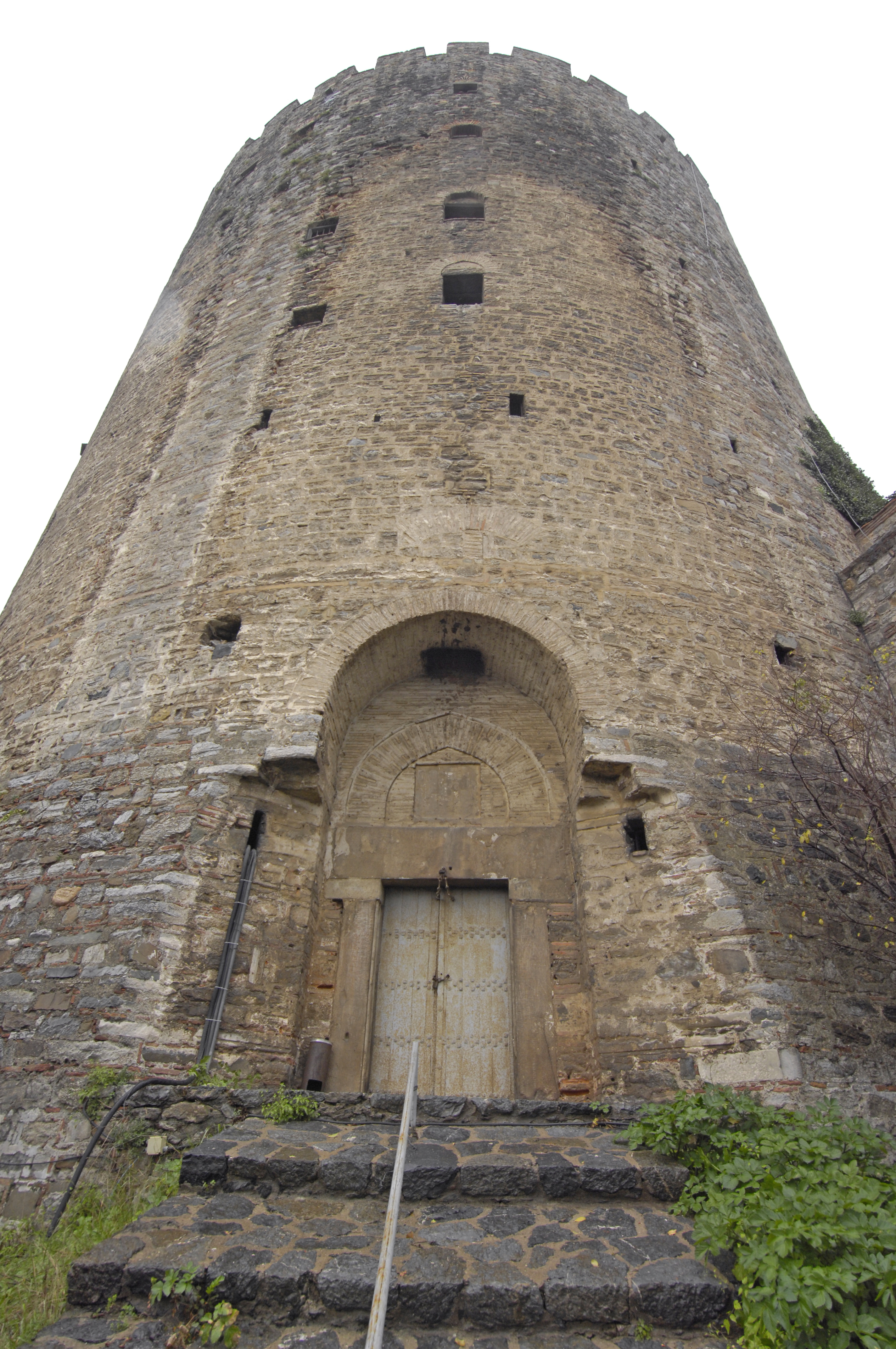
Rumelihisarı Saruca Paşa tower.
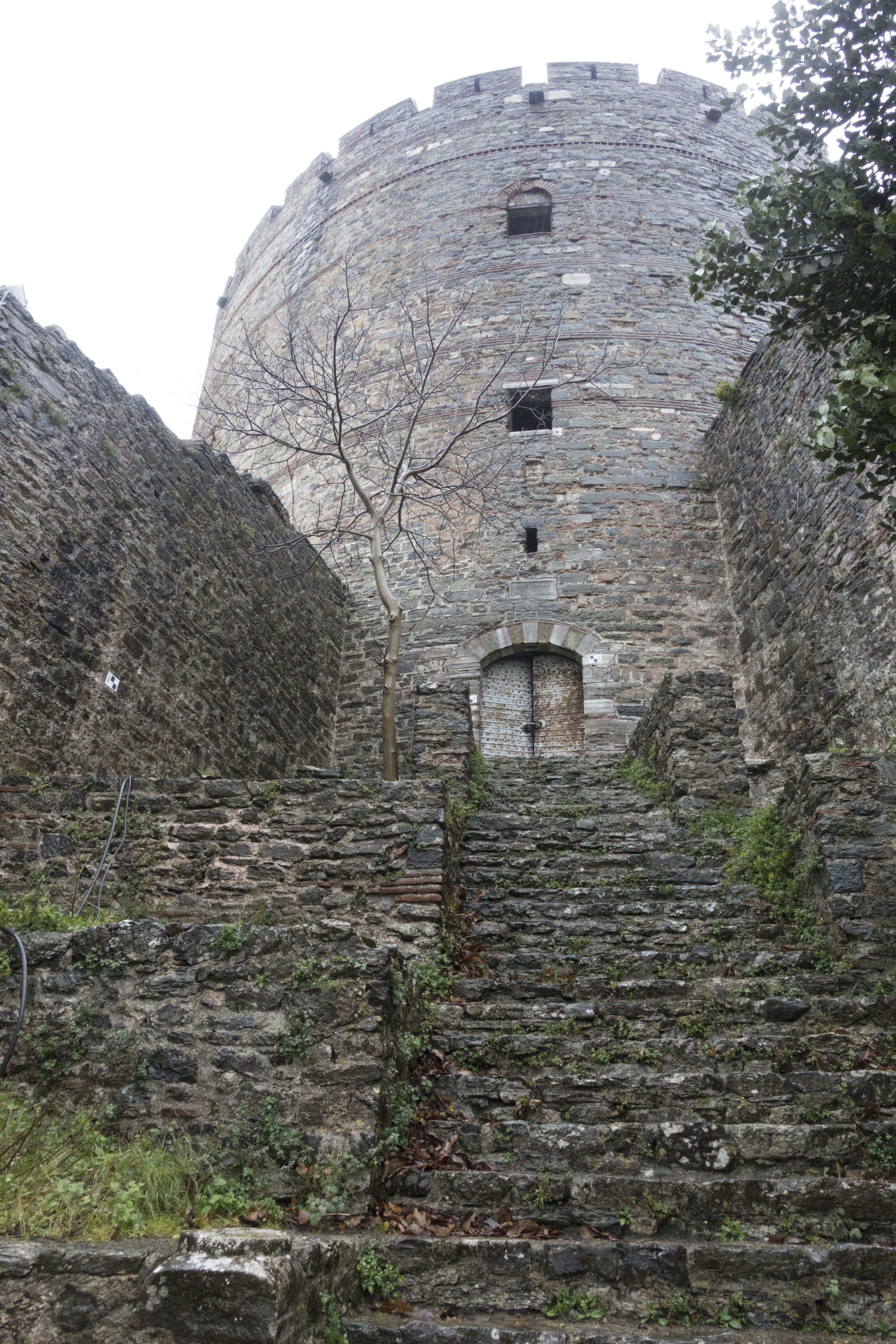
Rumelihisarı Small Zaganos Paşa tower
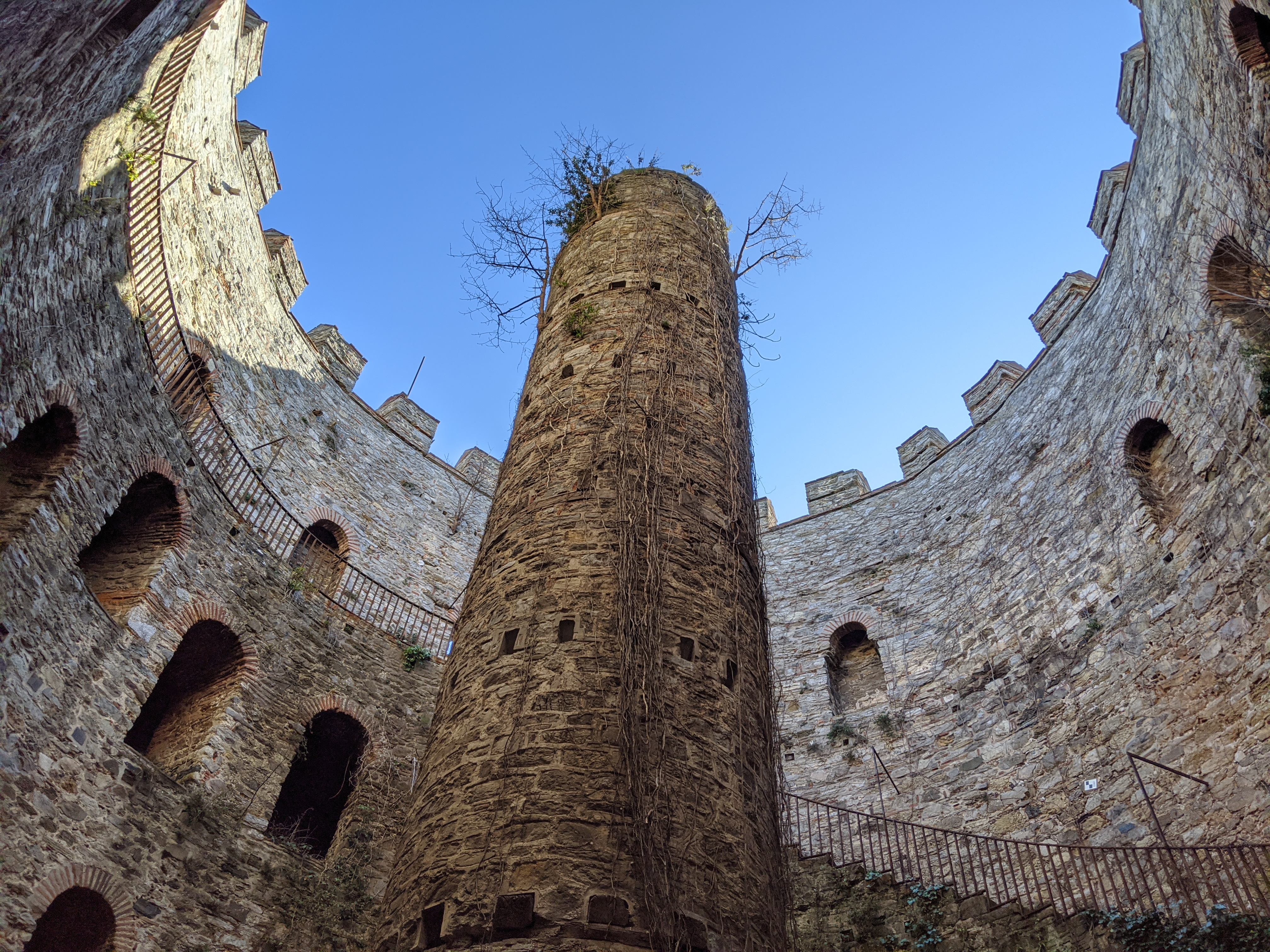
Rumelihisarı Zaganos Paşa tower interior
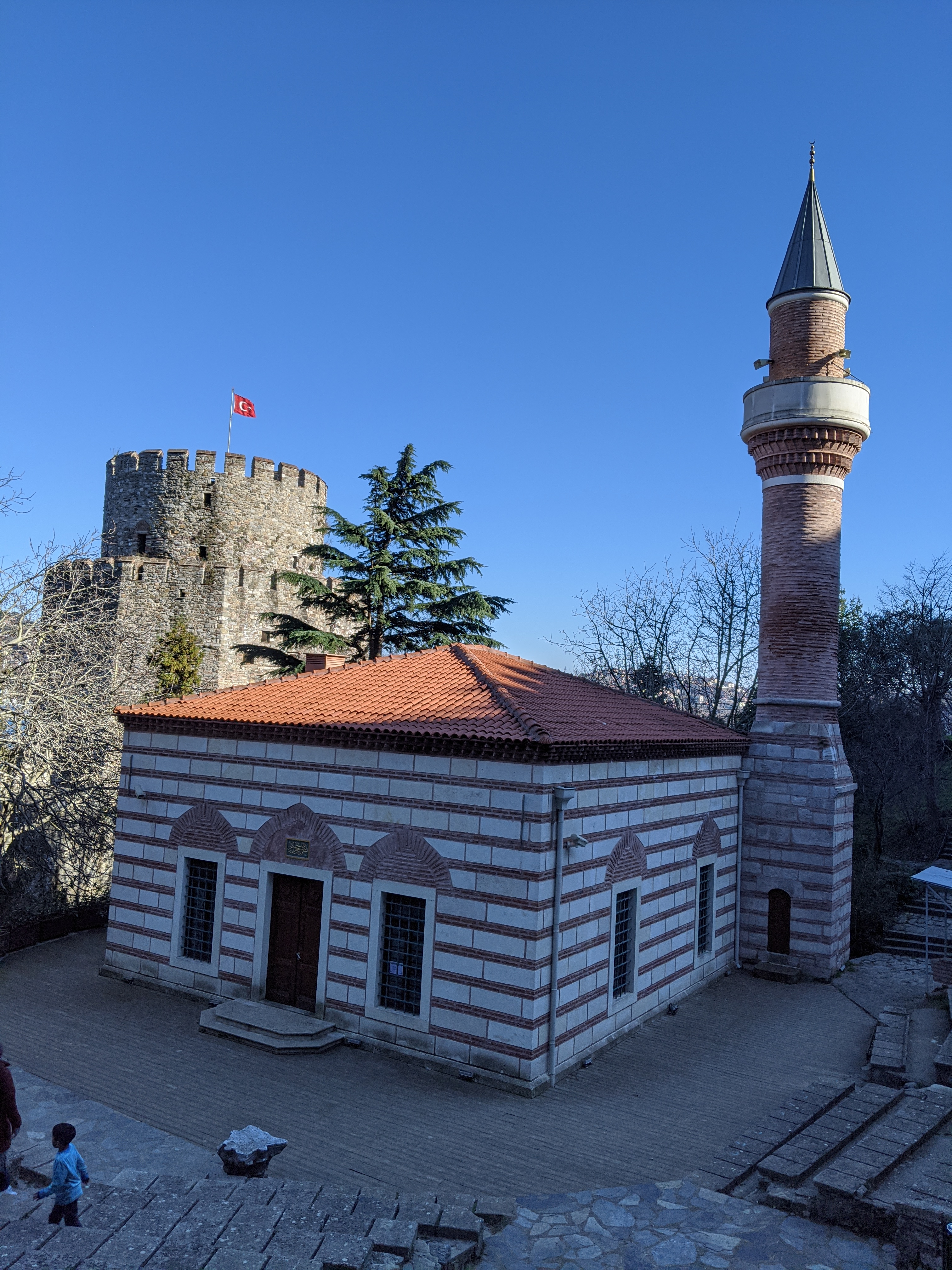
Rumelihisarı's Fatih Mosque
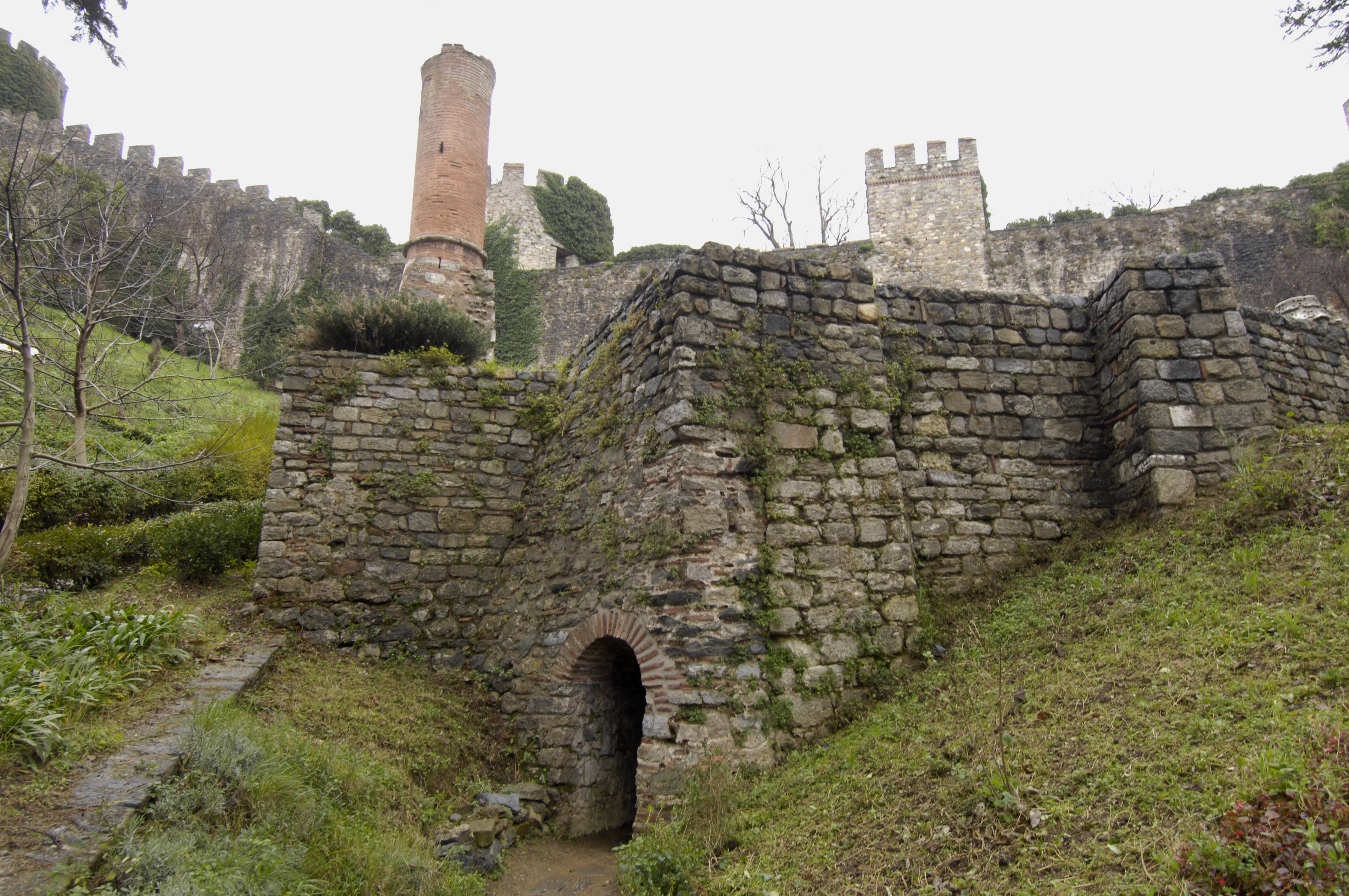
Rumelihisarı minaret above cistern.